# Джеральдіна Чаплін
Джеральдіна Лі Чаплін (англ. Geraldine Leigh Chaplin; нар. 31 липня 1944, Санта-Моніка, Каліфорнія) — британська акторка американського походження. Дочка Чарлі Чапліна.

## Життєпис
Народилася 31 липня 1944 року у місті Санта-Моніка, штат Каліфорнія, в родині актора і режисера Чарлі Чапліна (1889—1977) та його четвертої дружини Уни О'Ніл (1925—1991), де була третьою з восьми дітей. Її дід з материного боку — американський драматург Юджин О'Ніл (1888—1953). Її дядько — актор Сідні Чаплін (1885—1965). Її молодша сестра — акторка Жозефіна Чаплін (1949—2023).
У 1961—1963 роках навчалася в Королівскій балетній школі в Лондоні.
Її справжній кінодебют відбувся 1965 року з роллю Тоні у фільмі Девіда Ліна «Доктор Живаго», за яку номінувалася на премію Золотий глобус як найкраща акторка-дебютантка. 1967 року дебютувала на Бродвеї — у постановці «Маленькі лисички» за п'єсою Ліліан Гелман. 1973 року зіграла роль Нефертіті у короткометражному фільмі Рауля Арайси «Нефертіті і Ехнатон» та королеву Анну Австрійську у фільмі Річарда Лестера «Три мушкетери» за романом Дюма-батька. 1975 року отримала ще одну номінацію на Золотий глобус як найкраща акторка другого плану за роль у фільмі Роберта Олтмена «Нешвіл». Наступного року номінувалася на премію BAFTA як найкраща акторка другого плану за роль у фільмі Алана Рудольфа «Ласкаво просимо до Лос-Анджелесу».
1992 року виконала роль власної бабусі Ганни в байопіку «Чаплін», за яку отримала ще одну номінацію на Золотий глобус як найкраща акторка другого плану.
Чаплін також багато знімалася в іспанських і французьких фільмах та стала відомою завдяки співпраці з Карлосом Саурою, у якого зіграла в фільмах «Охолоджений м'ятний коктейль» (1967), «Ана і вовки» (1973), «Вигодуй ворона» (1976), «Еліза, життя моє» (1977), «Мамі виповнюється сто років» (1979) та інших.
2006 року її внесок в іспанське кіно був відзначений золотою медаллю іспанської Академії кінематографічних мистецтв і наук.
2019 року з'явилася в ролі Волліс Сімпсон у третьому сезоні серіалу «Корона». 2022 року знялася у відеокліпі на пісню «Pure» швейцарського співака Gjon's Tears.

## Особисте життя
У 1967—1979 роках Чаплін перебувала у фактичному шлюбі з іспанським кінорежисером Карлосом Саурою. 1974 року у пари народився син Шейн Саура. Пізніше перебувала у стосунках з чилійським кінооператором Патрисіо Кастілья. 1986 року народилася їхня дочка Уна Чаплін, яка також стала акторкою. Офіційно пара одружилася 2006 року.
Чаплін разом з родиною проживає між США, Іспанією та Швейцарією.

## Вибрана фільмографія
| Рік  |    | Українська назва                        | Оригінальна назва                                              | Роль                                  |
| ---- | -- | --------------------------------------- | -------------------------------------------------------------- | ------------------------------------- |
| 1952 | ф  | Вогні рампи                             | Limelight                                                      | дівчинка                              |
| 1965 | ф  | Чудовим літнім ранком                   | Par un beau matin d'été                                        | Зельда Ван Віллі                      |
| 1965 | ф  | Доктор Живаго                           | Doctor Zhivago                                                 | Тоня                                  |
| 1967 | ф  | Я вбив Распутіна                        | I Killed Rasputin                                              | Муня Головіна                         |
| 1967 | ф  | Графиня з Гонконгу                      | A Countess from Hong Kong                                      | дівчина на танцях                     |
| 1967 | ф  | Казино Рояль                            | Casino Royale                                                  | жінка-поліцейський                    |
| 1967 | ф  | Охолоджений м'ятний коктейль            | Peppermint Frappé                                              | Елена / Ана                           |
| 1970 | ф  | Гавайці                                 | The Hawaiians                                                  | Пюріті Гоксворт                       |
| 1971 | ф  | І високо на дереві вмостившись          | Sur un arbre perché                                            | мадам Мюллер                          |
| 1972 | ф  | Н.П.Н.                                  | Z.P.G.                                                         | Керол Макнейл                         |
| 1972 | ф  | Невинний мирний житель                  | Innocent Bystanders                                            | Міріам Ломейн                         |
| 1973 | кф | Нефертіті і Ехнатон                     | Nefertiti y Aquenatos                                          | Нефертіті                             |
| 1973 | ф  | Три мушкетери                           | The Three Musketeers                                           | королева Анна Австрійська             |
| 1973 | ф  | Ана і вовки                             | Ana y los lobos                                                | Ана                                   |
| 1974 | ф  | Чотири мушкетери                        | The Four Musketeers                                            | королева Анна Австрійська             |
| 1975 | ф  | Нешвілл                                 | Nashville                                                      | Опал                                  |
| 1976 | ф  | Вигодуй ворона                          | Cria cuervos                                                   | Марія, мати Ани                       |
| 1976 | ф  | Баффало Білл та індіанці                | Buffalo Bill and the Indians, or Sitting Bull's History Lesson | Енні Оуклі                            |
| 1976 | ф  | Ласкаво просимо до Лос-Анджелесу        | Welcome to L.A.                                                | Карен Худ                             |
| 1977 | ф  | Роузленд                                | Roseland                                                       | Мерілін                               |
| 1977 | ф  | Еліза, життя моє                        | Elisa, vida mia                                                | Еліза Сантамарія                      |
| 1978 | ф  | Пам'ятай моє ім'я                       | Remember My Name                                               | Емілі                                 |
| 1978 | ф  | Весілля                                 | A Wedding                                                      | Рита Біллінгслі                       |
| 1979 | ф  | Вдова Монтьєль                          | La viuda de Montiel                                            | Аделаїда                              |
| 1979 | ф  | Мамі виповнюється сто років             | Mamá cumple cien años                                          | Ана                                   |
| 1980 | ф  | Дзеркало тріснуло                       | The Mirror Crack'd                                             | Елла Зелінські                        |
| 1980 | ф  | Подорож вдвох                           | La Voyage en douce                                             | Люсі                                  |
| 1981 | ф  | Одні та інші                            | Les Uns Et Autres                                              | Сьюзен / Гленн                        |
| 1983 | ф  | Життя — це роман                        | La vie est un roman                                            | Нора Вінкль                           |
| 1983 | с  | Моя кузина Рейчел                       | My Cousin Rachel                                               | графиня Рейчел Сангалетті             |
| 1984 | ф  | Кохання на траві                        | L'amour par terre                                              | Шарлотта                              |
| 1987 | ф  | Біле зло                                | White Mischief                                                 | Ніна                                  |
| 1988 | ф  | Модерністи                              | The moderns                                                    | Наталі де Вілль                       |
| 1989 | ф  | Повернення мушкетерів                   | The Return of the Musketeers                                   | королева Анна Австрійська             |
| 1989 | ф  | Я хочу додому                           | I Want to Go Home                                              | Террі Армстронг                       |
| 1990 | ф  | Діти                                    | The Children                                                   | Джойс Візер                           |
| 1991 | тф | Дуель сердець                           | Duel of Hearts                                                 | місіс Міллер                          |
| 1991 | ф  | Спальня Бастера                         | Buster's Bedroom                                               | Діана Деніелс                         |
| 1992 | ф  | Чаплін                                  | Chaplin                                                        | Ханна Чаплін                          |
| 1993 | ф  | Епоха невинності                        | The Age of Innocence                                           | місіс Велланд                         |
| 1993 | тф | Чуже поле                               | A Foreign Field                                                | Беверлі                               |
| 1994 | ф  | Слова на віконному склі                 | Words Upon the Window Pane                                     | міс Маккенна                          |
| 1995 | ф  | Додому на канікули                      | Home for the Holidays                                          | тітка Гледіс                          |
| 1996 | ф  | Час вбивств                             | Crimetime                                                      | Тельма                                |
| 1996 | ф  | Очі Азії                                | Os Olhos da Ásia                                               | Джейн Павелл                          |
| 1996 | ф  | Джейн Ейр                               | Jane Eyre                                                      | міс Скетчард                          |
| 1996 | с  | Мандри Гулівера                         | Gulliver's Travels                                             | королева Муноді                       |
| 1997 | тф | Мати Тереза                             | Mother Teresa: In the Name of God's Poor                       | Мати Тереза                           |
| 1997 | с  | Одіссея                                 | The Odyssey                                                    | Евріклея                              |
| 1998 | ф  | Кузина Бетта                            | Cousin Bette                                                   | баронеса Аделіна Юло д'Ерві           |
| 1999 | тф | Марія, мати Ісуса                       | Mary, Mother of Jesus                                          | Єлисавета                             |
| 1999 | ф  | Прогулянка з левами                     | To Walk with Lions                                             | Вікторія Анречеллі                    |
| 1999 | ф  | Березіна, або Останні дні Швейцарії     | Beresina oder Die letzten Tage der Schweiz                     | Шарлотта Де                           |
| 2000 | с  | Постання світу                          | In the Beginning                                               | Іохаведа                              |
| 2002 | ф  | У місті без кордонів                    | In the City Without Limits                                     | Марі                                  |
| 2002 | ф  | Поговори з нею                          | Talk to Her                                                    | Катерина Білова                       |
| 2002 | с  | Динотопія                               | Dinotopia                                                      | Оріана                                |
| 2002 | ф  | Обличчя Місяця                          | La caras de la Luna                                            | Джоан Тернер                          |
| 2003 | ф  | Зимове сонце                            | Winter Solstice                                                | Глорія Бланделл                       |
| 2004 | ф  | Міст короля Людовика Святого            | The Bridge of San Luis Rey                                     | Абатиса                               |
| 2005 | ф  | Одкровення Мелісси                      | Melissa P.                                                     | Ельвіра, бабуся Мелісси               |
| 2005 | ф  | Бладрейн                                | BloodRayne                                                     | гадалка                               |
| 2005 | ф  | Приховане                               | Oculto                                                         | Адель                                 |
| 2006 | с  | Міс Марпл Агати Крісті: Забуте вбивство | Agatha Christie's Marple: Sleeping Murder                      | місіс Фейн                            |
| 2006 | тф | Острів Стівенсона                       | Les Aventuriers des mers du Sud                                | Меггі Стівенсон                       |
| 2007 | ф  | Притулок                                | The Orphanage                                                  | Аврора (медіум)                       |
| 2007 | ф  | Міґель та Вільям                        | Miguel y William                                               | дуенья                                |
| 2007 | ф  | Коробки                                 | Boxes / Les Boîtes                                             | мати                                  |
| 2008 | ф  | Щоденник німфоманки                     | Diario de una ninfómania                                       | бабуся Валерії                        |
| 2008 | ф  | Парк                                    | Park                                                           | мати Маріо                            |
| 2008 | ф  | Говори зі мною про кохання              | Parlami d'amore                                                | Амелі                                 |
| 2008 | ф  | Зображення смерті                       | Imago Mortis                                                   | графиня Орсіні                        |
| 2009 | ф  | Острів всередині                        | La isla interior                                               | Вікторія                              |
| 2010 | ф  | Людина-вовк                             | The Wolfman                                                    | циганка Малева                        |
| 2010 | ф  | Обман у простирадлі                     | L'imbroglio nel lenzuolo                                       | Альма                                 |
| 2011 | ф  | Там мешкають дракони                    | There Be Dragons                                               | бабуся                                |
| 2011 | ф  | Для чого послуговується ведмідь?        | Para qué sirve un oso?                                         | Жозефіна                              |
| 2011 | ф  | Згадуючи моїх сумних повій              | Memoria de mis putas tristes                                   | Роса Кабаркас                         |
| 2012 | ф  | Неможливе                               | The Impossible                                                 | літня жінка, яка розповідає про зірки |
| 2012 | с  | Порожня корона: Генріх V                | The Hollow Crown: Henry V                                      | Еліс                                  |
| 2013 | кф | Повернення                              | The Return                                                     | Коко Шанель                           |
| 2014 | кф | Реінкарнація                            | Reincarnation                                                  | Коко Шанель                           |
| 2014 | ф  | Амапола                                 | Amapola                                                        | Меме                                  |
| 2014 | ф  | Піщані долари                           | Sand Dollars                                                   | Анна                                  |
| 2014 | ф  | Валентин, Валентин                      | Valentin, Valentin                                             | Джейн                                 |
| 2015 | ф  | Заборонена кімната                      | The Forbidden Room                                             | медсестра                             |
| 2015 | кф | Раз і назавжди                          | Once and Forever                                               | Марі Донован                          |
| 2015 | ф  | Я і Камінскі                            | Ich und Kaminski                                               | Тереза                                |
| 2016 | ф  | Голос монстра                           | A Monster Calls                                                | завуч школи                           |
| 2017 | с  | Електричні сни Філіпа К. Діка           | Philip K. Dick’s Electric Dreams                               | Ірма                                  |
| 2018 | ф  | Світ Юрського періоду 2                 | Jurassic World: Fallen Kingdom                                 | Айріс                                 |
| 2018 | ф  | Червона земля                           | Rosso Istria                                                   | Джулія Вісантрін                      |
| 2019 | с  | Британія                                | Britannia                                                      | королева-мати                         |
| 2019 | с  | Корона                                  | The Crown                                                      | Волліс Сімпсон                        |
| 2019 | ф  | Священні тварини                        | Holy Beast                                                     | Віра                                  |
| 2023 | ф  | Сенека                                  | Seneca                                                         | Сесілія                               |

## Нагороди та номінації
Золотий глобус
- 1966 — Номінація на найкращий дебют акторки (Доктор Живаго).
- 1976 — Номінація на найкращу акторку другого плану у кінофільмі (Нешвілл).
- 1993 — Номінація на найкращу акторку другого плану у кінофільмі (Чаплін).

Кінофестиваль у Сіджасі
- 1972 — Премія Марія найкращій акторці (Н.П.Н.).

Міжнародний кінофестиваль у Маямі
- 1978 — Найкраща акторка (Пам'ятай моє ім'я).

BAFTA
- 1978 — Номінація на найкращу акторку другого плану (Ласкаво просимо до Лос-Анджелесу).

Арієль
- 1980 — Номінація на найкращу акторку (Вдова Монтьєль).
- 2016 — Номінація на найкращу акторку (Піщані долари).

ACE Awards
- 1978 — Найкраща акторка (кіно) (Вигодуй ворона).
- 2003 — Найкраща акторка другого плану (кіно) (Поговори з нею).
- 2008 — Найкраща акторка другого плану (кіно) (Притулок).
- 2016 — Найкраща акторка другого плану (Піщані долари).

Гойя
- 2002 — Найкраща акторка другого плану (У місті без кордонів).
- 2008 — Номінація на найкращу акторку другого плану (Притулок).

Міжнародний кінофестиваль у Чикаго
- 2014 — Премія Срібний Г'юго найкращій акторці (Піщані долари).

Giffoni Film Festival
- 1996 — Премія Франсуа Трюффо.

Кінофестиваль у Малазі
- 2011 — Премія Срібна біснага найкращій акторці другого плану (Для чого послуговується ведмідь?)

Гаванський фестиваль нового латиноамериканського кіно
- 2014 — Найкраща акторка (Піщані долари).

Кінофестиваль у Нешвіллі
- 2015 — Найкраща акторка (Піщані долари).